# Windfang (Architektur)

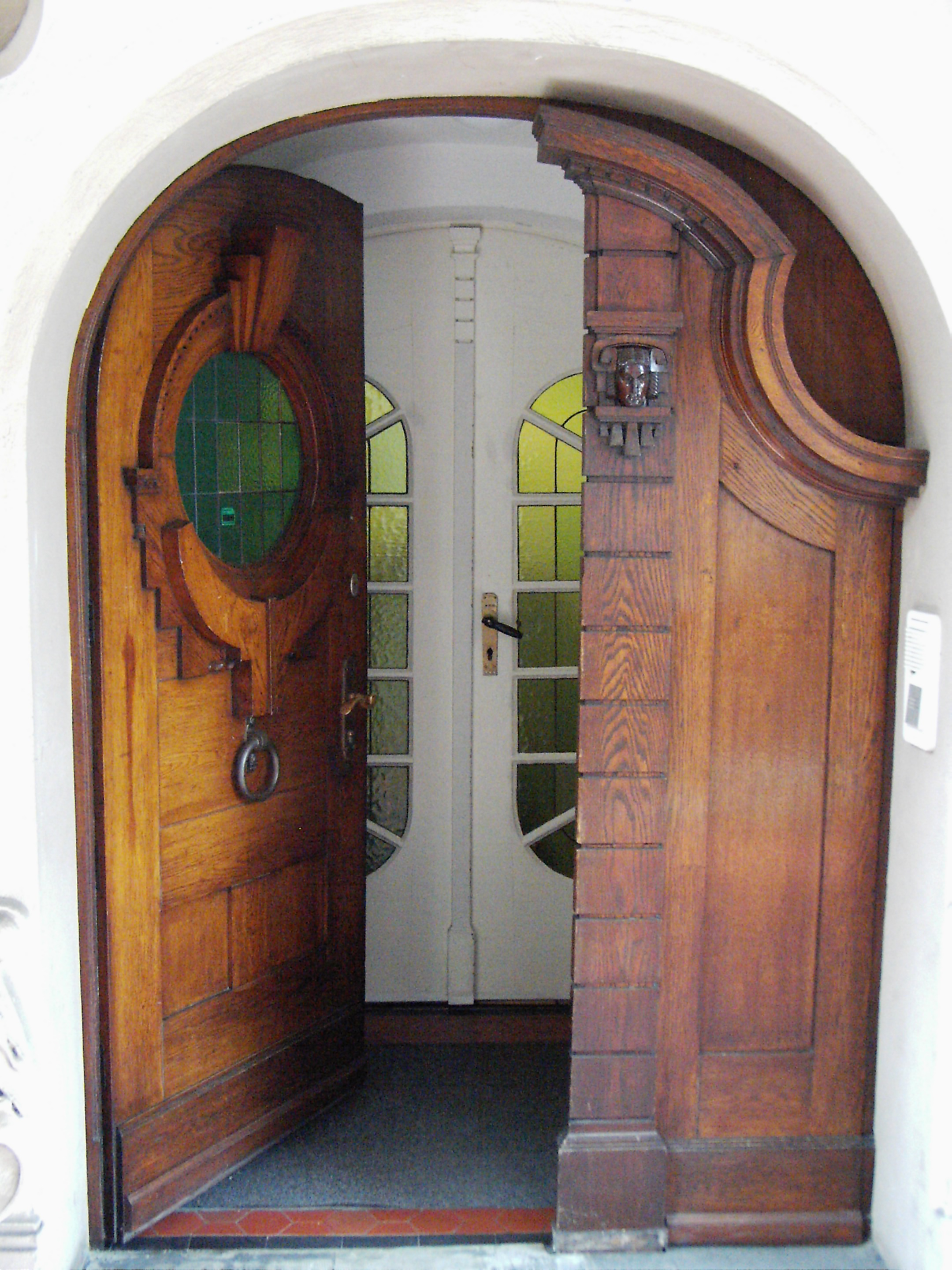
Haustür mit Windfang als Vorraum innerhalb eines Hauses (Städtische Galerie Delmenhorst)

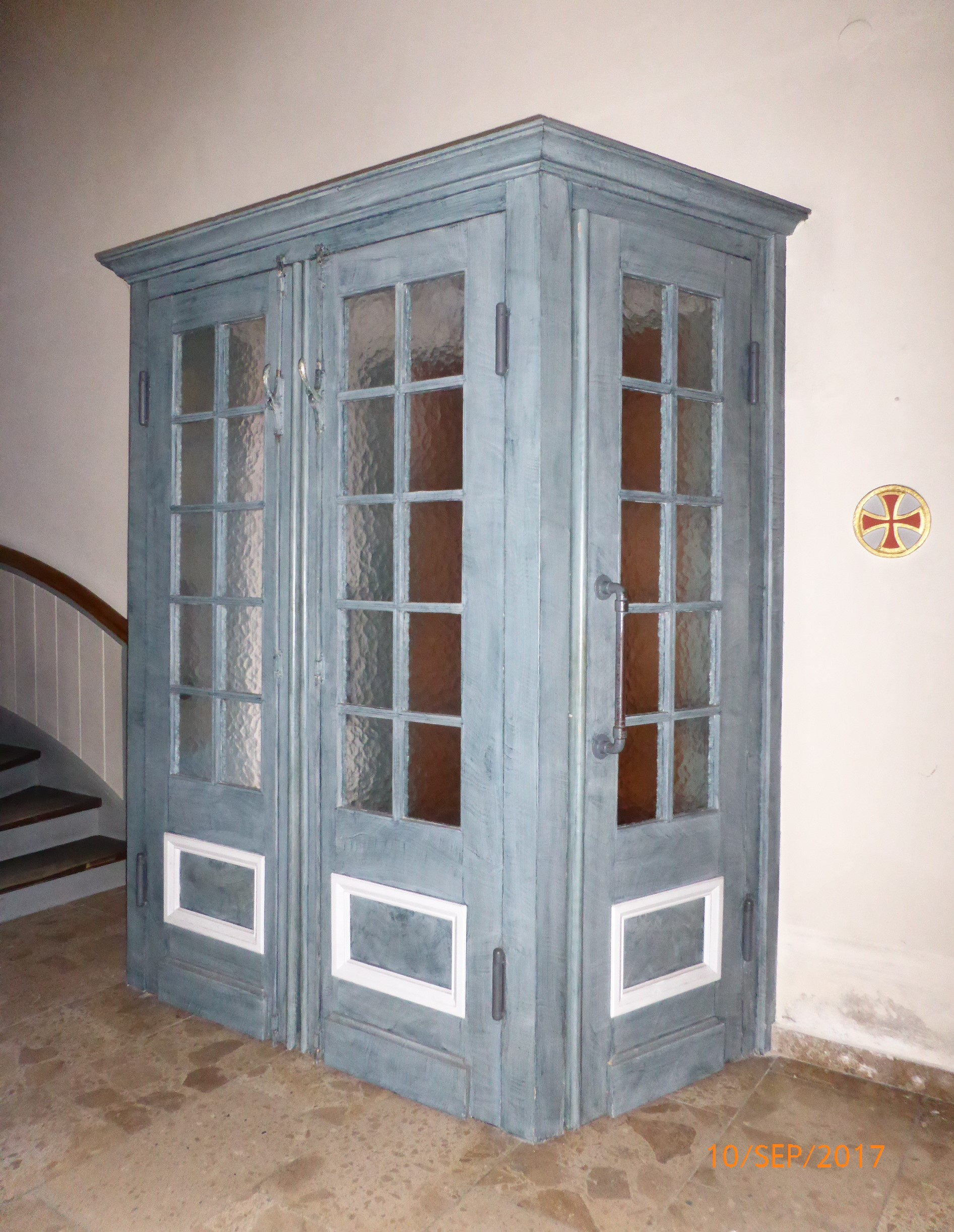
Windfang-Kasten (katholische Kirche Uder)

Ein Windfang ist in der Architektur ein Vorraum oder Vorbau an einer Außentür eines Gebäudes, der das Hausinnere gegen das Eindringen von Kälte schützt.

## Funktion
Der Windfang ist ein unmittelbar an der Haustür eines Gebäudes gelegener Raum, der mit einer zusätzlichen Innentür von den dahinter liegenden Räumen getrennt ist. Indem beim Betreten oder Verlassen des Gebäudes nicht beide Türen gleichzeitig geöffnet sind, wird der Eintritt von kalter Luft und Lärm in den Hauptraum ebenso wie der Durchzug verhindert.
Die Notwendigkeit für einen Windfang bei Planung oder Umbau eines Gebäudes ergibt sich aus dem vorherrschenden Klima, insbesondere der mittleren Außentemperatur und der mittleren Windstärke. Während Einfamilienhäuser im Süden Deutschlands meist ohne Windfang ausgeführt werden und der Hausflur direkt von außen betreten wird, ist ein Windfang bei Bauten an der Nordseeküste und im norddeutschen Flachland üblich. Auch die Häufigkeit des Öffnens einer Türe hat Einfluss auf die Notwendigkeit eines Windfangs. Cafés, Restaurants und öffentliche Gebäude mit hoher Besucherfrequenz werden oft mit einem Windfang ausgeführt, um den Wärmeverlust zu begrenzen und Straßenlärm vom Innenraum abzuhalten. In Gastwirtschaften sind Windfänge teilweise innen mit Pendeltüren oder einem schweren Vorhang versehen, um störende Schließgeräusche zu vermeiden.

## Bauweisen
Der Windfang kann dem Hauptbaukörper des Gebäudes vorgelagert sein oder auch in den Hauptbaukörper hineingebaut sein. Bei Wohnhäusern werden meist die vorhandenen Wände und die Decke eines Hausflurs für den Windfang ausgenutzt, bei großen Räumen, z. B. Kirchen, ist der Windfang dagegen als selbstständige, kastenartige Konstruktion ausgeführt. Während die Außentür des Windfangs als gleichzeitige Haupttür des Gebäudes aus Sicherheits- und Repräsentationsgründen massiv gebaut ist, wird die Innentür in der Regel leichter ausgeführt, z. B. aus Glas, um die Haustür von innen einsehen zu können. Auch bei einem nachträglichen Einbau in ein historisches Gebäude wird meist eine unauffälligere und leichte Anmutung des inneren Kastens oder der Innentür bevorzugt, sei es durch die Wahl schmaler Rahmenprofile oder den Einsatz einer Vollverglasung.
Auch ein Vordach über einer Haustür kann als Windfang dienen, wenn mindestens zwei Seiten geschlossen sind, die den Wind fangen.

## Literatur

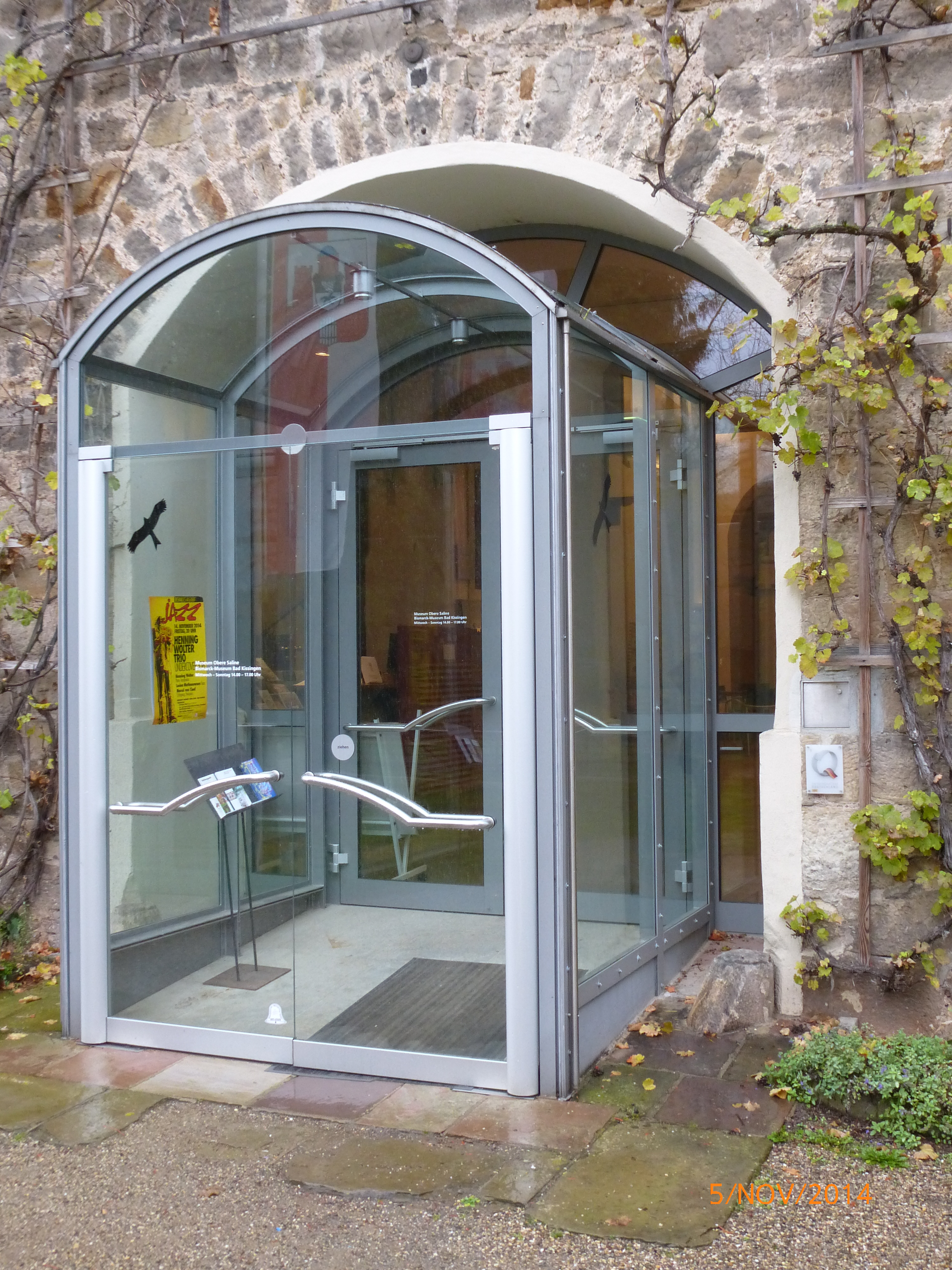
Nachträglich eingesetzter Windfang in der Oberen Saline, Bad Kissingen